# Králiky
Králiky é um município da Eslováquia localizado no distrito de Banská Bystrica, região de Banská Bystrica.

## Demografia
| Ano:        | 1994 | 2004    | 2014    | 2024    |
| ----------- | ---- | ------- | ------- | ------- |
| Broj ljudi: | 459  | 542     | 638     | 712     |
| Razlika:    |      | +18,08% | +17,71% | +11,59% |

| Ano:               | 2023 | 2024   |
| ------------------ | ---- | ------ |
| Número de pessoas: | 715  | 712    |
| Diferença:         |      | -0,41% |